# آرام تر-قوندیان
آرام ناهاپتی در-قوندیان (ارمنی: Արամ Նահապետի Տեր-Ղևոնդյան؛ ۲۴ ژوئیهٔ ۱۹۲۸ – ۱۰ فوریهٔ ۱۹۸۸) یک تاریخ‌نگار اهل ارمنستان که تخصصش در زمینه‌های مطالعات ارمنی‌ها و مطالعات شرق بود.

## زندگی‌نامه
وی در شهر قاهره به دنیا آمد. والدین وی از اهالی ماراش در امپراتوری عثمانی بود که در هنگام نسل‌کشی ارمنی‌ها در سال ۱۹۱۵ توسط حکومت ترکان جوان به مصر گریخته بودند. در اواخر دهه ۱۹۴۰ به جمهوری سوسیالیستی ارمنستان شوروی نقل مکان نمود و در دانشگاه دولتی ایروان پذیرفته شد؛ و در سال ۱۹۵۴ لغت‌شناسی زبان‌های خاوری فارغ‌التحصیل شد